# Đa Minh Nguyễn Chu Trinh
Đa Minh Nguyễn Chu Trinh (sinh ngày 20 tháng 3 năm 1940) là một giám mục Công giáo người Việt Nam. Ông nguyên là giám mục chính tòa của Giáo phận Xuân Lộc, đảm trách chức vụ này từ năm 2004 đến năm 2016. Kể từ khi Xuân Lộc trở thành giáo phận vào năm 1965, giám mục Trinh là giám mục thứ tư đảm nhận chức vụ giám mục chính tòa của giáo phận này. Trong Hội đồng Giám mục Việt Nam, ông từng đảm nhận chức Chủ tịch Uỷ ban Bác ái Xã hội (Caritas Việt Nam) từ năm 2007 đến năm 2013. Khẩu hiệu Giám mục của ông là: Tất cả vì tình yêu Đức Kitô.
Giám mục Trinh sinh tại Phú Nhai, tỉnh Nam Định và từ năm 10 tuổi đã bắt đầu theo các linh mục để đi theo con đường tu tập. Với biến cố 1954, chủng sinh Trinh rời miền Bắc vào Nam, tiếp tục học Tiểu chủng viện Bùi Chu và Đại chủng viện Sài Gòn. Sau quá trình tu học và gia nhập giáo phận tân lập Xuân Lộc, ông được thụ phong linh mục năm 1966. Thời kỳ linh mục, ông đảm nhận chức phó, rồi Chánh xứ Chánh tòa Xuân Lộc, phó Giám đốc Caritas Giáo phận và Phó Uỷ ban Truyền thông (1973–1975), Hạt Trưởng Hạt Xuân Lộc (1975–2004) cùng nhiều chức vụ khác. Ông trở thành Tổng Đại diện Giáo phận Xuân Lộc năm 2000.
Tháng 9 năm 2004, Tòa Thánh Vatican bổ nhiệm linh mục Đa Minh Nguyễn Chu Trinh làm Giám mục chính tòa Xuân Lộc. Lễ truyền chức được cử hành tháng 11 cùng năm. Thời kỳ giám mục của ông, Đại chủng viện Xuân Lộc được mở cửa, việc thiết lập giáo phận Bà Rịa được hoàn tất. Với cương vị Chủ tịch Uỷ ban Xã hội thuộc Hội đồng Giám mục Việt Nam, ông đã thành công xin tái lập Caritas Việt Nam vào năm 2008. Ông từ nhiệm chức giám mục chính tòa vào năm 2015, vì lý do tuổi tác, theo Giáo luật Công giáo.
Ngoài tiếng mẹ đẻ là tiếng Việt, giám mục Nguyễn Chu Trinh còn có khả năng giao tiếp bằng tiếng Anh và tiếng Pháp.

## Thân thế và tu học
Giám mục Đa Minh Nguyễn Chu Trinh sinh ngày 20 tháng 3 năm 1940 tại giáo xứ Phú Nhai, xã Xuân Phương, huyện Xuân Trường, tỉnh Nam Định, thuộc Giáo phận Bùi Chu. Theo lời giám mục Nguyễn Chu Trinh trong lễ kỷ niệm 57 năm linh mục vào tháng 4 năm 2023, ông đã 87 tuổi (năm sinh khoảng năm 1936).(39:15)(:1:18:54) Ngày sinh của ông, theo Văn phòng Báo chí Tòa Thánh Vatican, là ngày 20 tháng 5 năm 1940. Giám mục Nguyễn Chu Trinh là giám mục thứ năm xuất thân từ giáo xứ Vương cung Thánh đường Phú Nhai, sau các giám mục Đa Minh Lê Hữu Cung, Đa Minh Đinh Đức Trụ, Đa Minh Hoàng Văn Đoàn và Giuse Maria Đinh Bỉnh.
Thân phụ là ông Đa Minh Nguyễn Xuân Hạng (qua đời năm 1988) và thân mẫu là bà Rôsa Đinh Thị Hin (qua đời năm 1995).(6:46) Ông bà song thân được chôn cất tại vùng đất thuộc giáo xứ Phú Nhai, Bùi Chu.(1:15:00) Cậu bé Trinh được lãnh nhận Bí tích Rửa Tội và các bí tích Khai Tâm Kitô giáo tại giáo xứ này.(1:14:26) Cụ thể, ông được Rửa Tội vào năm 1940 và nhận Bí tích Thêm Sức vào năm 1950. Cũng trong năm được Thêm Sức, ngày 1 tháng 5 năm 1950, cậu bé Nguyễn Chu Trinh chính thức bắt đầu con đường tu tập với sự giúp đỡ của linh mục Đa Minh Đặng Đình Tân (1905–1970).(6:30)(7:02) Chính thân phụ đã trao cậu Trinh cho các linh mục đưa vào con đường tu trì tại Nhà thờ Phú Nhai.(1:14:40)
Từ năm 1950 đến năm 1954, cậu Nguyễn Chu Trinh theo học với tư cách tiểu chủng sinh tại Tiểu chủng viện Thánh Phanxicô Bùi Chu.(7:14) Năm 1954, cậu bé Nguyễn Chu Trinh, lúc này là tiểu chủng sinh của Hạt Đại diện Tông Tòa Bùi Chu rời bỏ gia đình và quê hương để di cư vào miền Nam Việt Nam.(1:15:14) Cậu tiếp tục tu học tại Tiểu chủng viện Phanxicô Bùi Chu tại Thành phố Sài Gòn, từ năm 1954 đến năm 1960.(7:34)
Ngày 15 tháng 8 năm 1957, chủng sinh Nguyễn Chu Trinh chính thức nhận linh mục Vinh Sơn Đoàn Kim Thanh (1924-2001) làm nghĩa phụ.(7:24) Chủng sinh Trinh sau đó theo học hai phân môn Triết và Thần học tại Đại chủng viện Thánh Giuse Sài Gòn, từ năm 1960 đến năm 1966. Trong thời gian này, chủng sinh Trinh gia nhập giáo phận Xuân Lộc vào năm 1965 và được truyền chức phó tế trong cùng năm.(7:49)

## Linh mục
Sau quá trình tu học, chủng sinh Nguyễn Chu Trinh được thụ phong linh mục ngày 29 tháng 4 năm 1966, tại nhà thờ chính toà Sài Gòn. Linh mục Trinh không có sự tham dự của cha mẹ trong lễ thụ phong chức linh mục, cũng như không thể cử hành lễ tạ ơn tại giáo xứ nhà (Phú Nhai) thuộc giáo phận Bùi Chu.(1:05:37) Tân linh mục thuộc linh mục đoàn giáo phận Xuân Lộc. Đây là một tân giáo phận mới thành lập trước đó ít tháng.(1:13:26) Lễ mở tay đầu đời linh mục được cử hành vào ngày 30 tháng 4 tại Giáo xứ Tân Mai.(8:30)
Sau khi được truyền chức linh mục, linh mục trẻ tuổi được bổ nhiệm đảm nhận vai trò linh mục phó xứ Nhà thờ chính tòa Xuân Lộc, thuộc giáo hạt Long Khánh. Đồng thời, ông phụ trách các công việc: Giám đốc Truyền thông xã hội của Giáo phận Xuân Lộc (1973–1975(9:02)), Phó Giám đốc Caritas giáo phận Xuân Lộc (1973–1975) và Giám đốc trường trung học cấp 2,3 Hoà Bình. Ông đã phụ trách xây dựng ngôi trường này từ năm 1967 đến năm 1975.(8:45) Theo thông tin từ Văn phòng Báo chí Tòa Thánh, ông đảm nhận chức Giám đốc trường Cao Đẳng Hòa Bình. Sau biến cố năm 1975, từ năm 1975 đến năm 1977, ông là thành viên Ban giám hiệu Trường Phổ thông Hòa Bình.(8:53)
Sau khoảng thời gian làm phó xứ, năm 1975, linh mục Đa Minh Nguyễn Chu Trinh đảm trách chức linh mục chánh xứ nhà thờ chính tòa Xuân Lộc, và ông đảm trách chức vụ này cho đến năm 2004. Song song với vai trò chính xứ Chánh tòa, linh mục Trinh còn kiêm nhiệm chức vụ Quản nhiệm tại hai giáo xứ: Gia Lào, giáo hạt Gia Ray (1980–1991) và Núi Đỏ, giáo hạt Long Khánh (1987–1988). Ngoài vai trò chánh xứ, ông kiêm chức linh mục Hạt Trưởng giáo hạt Xuân Lộc (1975-2004).(9:32) Từ năm 1978 đến năm 1990, ông kiêm nhiệm vai trò linh mục Đại diện Giám mục Giáo phận Xuân Lộc. Ông được bổ nhiệm chức Đại diện Giám mục bởi giám mục Đa Minh Nguyễn Văn Lãng.(9:08)
Từ năm 1990, linh mục Trinh đảm nhận công việc Trưởng ban xây dựng các công trình Giáo phận Xuân Lộc và kể từ năm 1993 thì đặc trách Mục vụ Giáo dân, và trở thành Tổng đại diện Giáo phận Xuân Lộc năm 2000. Ông đảm nhận ba chức vụ trên cho đến năm 2004. Ngoài ra, ông còn là Trưởng ban Tái thiết Đền Thánh Đức Mẹ Bãi Dâu vào năm 1990, xây dựng nhà thờ giáo xứ Núi Đỏ (1990–1997), nhà thờ Suối Tre, đại tu nhà thờ chính tòa Xuân Lộc vào năm 2003.(10:06) Song song với vai trò Tổng Đại diện, trong năm 2003, linh mục Trinh đảm nhận chức Quản nhiệm giáo xứ Thái Xuân, giáo hạt Long Khánh.
Nguyễn Chu Trinh từng bị bắt vào tù, bị nghi ngờ là "phản động".(1:04:38) Trong việc thi hành mục vụ, ông từng mở các giáo họ kinh tế mới, dạy học lén lút cho các ứng viên chủng sinh và các dòng tu. Trong tư cách linh mục, ông cũng tham gia vào việc định hướng mục vụ hàng năm với các giám mục giáo phận. Ông cũng được ghi nhận đã xây dựng và phát triển chương trình Giáo lý Hồng Ân, lập Quỹ Hưu Dưỡng các linh mục, cho tiến hành xây dựng và sửa chữa các nhà thờ mới. Đối với các cơ sở mà nay thuộc về giáo phận Bà Rịa, thời kỳ linh mục, linh mục Trinh đã tiến hành trùng tu tượng đài Chúa Kitô Vua ở núi Tao Phùng và trung tâm hành hương Đức Mẹ Bãi Dâu. Với giáo xứ quê hương Phú Nhai, ông cũng tham gia hỗ trợ trong việc sửa chữa.(1:06:21)

## Giám mục

### Bổ nhiệm và tấn phong
Ngày 30 tháng 9 năm 2004, Giáo hoàng Gioan Phaolô II, do sự giới thiệu từ Thánh bộ Loan báo Tin Mừng, bổ nhiệm linh mục Đa Minh Nguyễn Chu Trinh làm Giám mục Giáo phận Xuân Lộc. Việc bổ nhiệm này đến cùng lúc với tin Giáo hoàng chấp thuận đơn từ nhiệm chức giám mục chính tòa của Giám mục Phaolô Maria Nguyễn Minh Nhật, theo điều 401 triệt 1 bộ giáo luật. Với việc bổ nhiệm này, Giám mục tân cử trở thành giám mục chính tòa thứ tư quản lý giáo phận Xuân Lộc. Theo Danh sách Giám mục Công giáo Việt Nam trong sách Niên Giám Công giáo 2016, xét theo tiêu chí ngày bổ nhiệm, tân giám mục Nguyễn Chu Trinh là giám mục thứ 90 của hàng giám mục Công giáo tại Việt Nam. Theo danh sách giám mục được công bố bởi Hội đồng Giám mục Việt Nam, cập nhật vào năm 2019, Giám mục Trinh là giám mục Công giáo người Việt Nam thứ 91.
Ngày 11 tháng 11 năm 2004, giám mục tân cử Nguyễn Chu Trinh được cử hành nghi thức tấn phong tại Nhà thờ chính tòa Xuân Lộc. Phần nghi thức chủ sự bởi chủ phong là giám mục tiền nhiệm Phaolô Maria Nguyễn Minh Nhật và hai Giám mục phụ phong là Giám mục Tôma Nguyễn Văn Trâm - Giám mục Phụ tá Giáo phận Xuân Lộc và Giám mục chính tòa Giáo phận Bùi Chu Giuse Hoàng Văn Tiệm. Tân giám mục chọn cho mình khẩu hiệu: "Tất cả vì tình yêu Đức Kitô" (Omnia propter amorem Christi). Cùng với việc truyền chức giám mục tân cử, Giám mục Nguyễn Minh Nhật chính thức hồi hưu kể từ ngày này.

### Công tác Mục vụ
Nhiều hạn chế từ chính quyền từ thời giám mục tiền nhiệm được hủy bỏ dưới thời giám mục tân nhiệm. Trong thời kỳ giám mục Nguyễn Chu Trinh quản lý giáo phận Xuân Lộc, việc chia tách giáo phận, một chủ trương từ lâu mới thực hiện được. Giáo phận tân lập được gọi là giáo phận Bà Rịa, chính thức chia tách từ năm 2005. Một năm sau đó, Đại chủng viện [Xuân Lộc] được cho phép mở lại.(1:07:50) Trước đó, trong một cuộc gặp giữa Hội đồng Giám mục Việt Nam và một đại diện từ chính quyền vào năm 2001, vị đại diện cho biết ba đề xuất của giáo hội là không thể thực hiện: chia tách giáo phận Xuân Lộc, có tân giám mục thay thế giám mục Nguyễn Minh Nhật và mở cửa chủng viện mới.(1:41:24)
Trước khi việc chia tách giáo phận xảy ra vào năm 2005, giáo phận Xuân Lộc (do giám mục Trinh quản lý) có diện tích 8.414 km2, 986.700 giáo dân trên tổng số 3.095.618 cư dân, 262 giáo xứ, 359 linh mục (279 linh mục triều và 80 linh mục dòng) và 296 chủng sinh. Với việc chia tách giáo phận Xuân Lộc thành hai giáo phận Bà Rịa và Xuân Lộc vào ngày 22 tháng 11 năm 2005, diện tích của giáo phận Xuân Lộc mới vào khoảng 6.439 km2, số giáo dân còn 762.226 trên tổng số cư dân 2.186.996 người. Giáo phận Xuân Lộc sau chia tách còn lại 184 giáo xứ, 268 linh mục (223 linh mục triều và 45 linh mục dòng) và 235 chủng sinh. Giám mục phụ tá Xuân Lộc Tôma Nguyễn Văn Trâm trở thành giám mục Tiên khởi giáo phận Bà Rịa.
Tháng 10 năm 2007, Hội đồng Giám mục Việt Nam họp tại Hà Nội đã bầu chọn giám mục Nguyễn Chu Trinh giữ chức vụ chủ tịch Ủy ban Bác ái Xã hội – Caritas Việt Nam trực thuộc Hội đồng Giám mục Việt Nam. Giám mục Trinh đã chỉ định Tổng thư ký Uỷ ban là linh mục Antôn Nguyễn Ngọc Sơn. Ông đã giữ chức vụ này trong hai nhiệm kỳ, 2007-2010 và 2010-2013. Giám mục Trinh và linh mục Sơn đã có nhiều công lao trong thời kỳ khó khăn của Caritas Việt Nam, sau việc tái thiết lập và duy trì các hoạt động của Caritas.
Giám mục Nguyễn Chu Trinh đã tiến hành xin ý kiến chính quyền để sử dụng tên Caritas Việt Nam và đăng ký hoạt động cho hội đoàn này. Ban Tôn giáo Chính phủ, trong công văn ngày 2 tháng 7 năm 2008 đã chấp thuận đề nghị này. Cá nhân giám mục Trinh đã thông báo việc này cho các giáo sĩ, giáo dân và giới thiệu Cẩm nang Caritas Việt Nam vào ngày 24 tháng 11 cùng năm. Trong vai trò Chủ tịch Uỷ ban, ông bổ nhiệm linh mục Vinh Sơn Vũ Ngọc Đồng S.D.B. đảm nhận chức Giám đốc Caritas Việt Nam vào ngày 31 tháng 12 năm 2010. Trong năm 2011, Caritas Việt Nam gia nhập Caritas châu Á (tháng 3) và Caritas Quốc tế (tháng 5).
Trong thời gian ông làm giám mục, Đại chủng viện Thánh Giuse Xuân Lộc được khánh thành nhằm đào tạo và giáo dục cho khoảng 300 chủng sinh. Giám mục Trinh cũng cho biết chủng viện này là một trong những chủng viện lớn nhất tại Đông Nam Á. Giám mục Trinh, đồng tế cùng 27 hồng y, giám mục, 500 linh mục đã cử hành lễ khánh thành chủng viện này vào ngày 26 tháng 9 năm 2008.
Ngày 29 tháng 4 năm 2016, lễ kỉ niệm 50 năm linh mục của Giám mục Nguyễn Chu Trinh được cử hành. Đồng tế ngoài các giám mục, Đức ông, còn có khoảng 400 linh mục trong áo lễ do chính giám mục Trinh tặng. Dưới thời giám mục Nguyễn Chu Trinh, ông đã chủ sự truyền chức linh mục cho 286 người, tấn phong ba giám mục. Giáo phận Xuân Lộc cũng là giáo phận chủ nhà họp Liên Hội đồng Giám mục Á Châu vào tháng 9 năm 2012.(7:08) Trong suốt thời gian làm giám mục chính tòa, từ năm 2004 đến năm 2016, ba giám mục khác cùng giám mục Trinh quản lý giáo phận Xuân Lộc trong tư cách giám mục phụ tá, gồm: giám mục Tôma Nguyễn Văn Trâm (1992-2005), giám mục Tôma Aquinô Vũ Đình Hiệu (2009-2012) và giám mục Giuse Đinh Đức Đạo (2013-2015). Riêng giám mục Đạo đồng quản lý giáo phận Xuân Lộc kể từ năm 2015 trong tư cách giám mục phó.
Trong thời gian quản lý giáo phận Xuân Lộc, Giám mục Nguyễn Chu Trinh quan tâm chăm sóc giáo dân và xây dựng tính hiệp nhất. Ông củng được ghi nhận góp công trong việc phát triển và xây dựng các cơ sở vật chất của Giáo phận Xuân Lộc như Tòa giám mục, Địa chủng viện, trường Hòa Bình và nhà hưu cho các linh mục.

### Hưu dưỡng và trung tâm Núi Cúi
Ngày 7 tháng 5 năm 2016, Giám mục Đa Minh Nguyễn Chu Trinh chính thức nghỉ hưu, theo Giáo luật. Với tư cách giám mục phó, giám mục Giuse Đinh Đức Đạo đương nhiên lên kế vị chức giám mục chính tòa. Từ ngày này, ông đảm nhận chức Giám đốc Trung tâm Hành hương Đức Mẹ Núi Cúi. Ông đã tiến hành xây dựng trung tâm này kể từ năm 2014. Cùng trong ngày loan tin từ nhiệm, Giám mục Trinh đã viết thư gửi báo tin tức này đến các thành phần giáo dân và giáo sĩ giáo phận Xuân Lộc. Trong thư, ông gửi lời cám ơn mọi người đã giúp đỡ trong thời gian đảm nhận chức vụ, cũng như xin được lượng thứ cho các thiếu sót. Ông cũng xin sự cầu nguyện từ giáo dân cho mình.
Khoảng năm 2020, giám mục Nguyễn Chu Trinh lâm bệnh nặng và rơi vào tình trạng hôn mê, tiên lượng khó qua khỏi. Ông sau đó đã hồi phục sau biến cố này.(1:18:56)
Ngoài việc chia tách giáo phận năm 2005 và tái mở cửa chủng viện năm 2006, dưới thời giám mục Trinh, nhiều giáo xứ mới được thiết lập tại giáo phận Xuân Lộc. Nhiều cơ sở vật chất của giáo phận cũng được tu sửa như Tòa giám mục Xuân Lộc, Nhà khám chữa bệnh Xuân Hòa, Nhà hưu Dưỡng linh mục và Đại chủng viện Thánh Giuse Xuân Lộc, Trường Cao Đẳng nghề Hòa Bình. Vào thời điểm tháng 4 năm 2023, với sự tín nhiệm của các giám mục, giám mục Trinh đang tiến hành công việc xây dựng trung tâm hành hương Đức Mẹ Núi Cúi.(1:08:57)

## Tác phẩm
Giám mục Nguyễn Chu Trinh dùng bút danh Song Nguyễn đã viết 15 tác phẩm văn học. Trong số này, 9 tác phẩm là truyện dài. Danh sách các tác phẩm:
- Một tác phẩm xuất bản bởi Hội Nhà Văn: Đất Mới (3 tập; 2018)
- Mười tác phẩm xuất bản bởi Nhà xuất bản Tôn giáo: Một Đời Dâng Hiến (2009); Đồng Hành (2010); Định Hướng, Chuyến Xe Về Trời, Còn Một Niềm Tin, Suối Nguồn (cùng năm 2011); Người Cha Hiền, Mẹ yêu của con (cùng năm 2012), Chỉnh Hướng (2013), và Vì sao sáng (2015).
- Một tác phẩm xuất bản bởi Nhà xuất bản Phương Đông: Đồng Cỏ Xanh (2013).
- Hai tác phẩm xuất bản bởi Nhà xuất bản Hồng Đức: Tiếng Kêu và Đường lên Núi Cúi (cùng năm 2019).
- Một tác phẩm tự truyện mang tên Hãy ca tụng Chúa xuất bản vào năm 2020.

## Tông truyền
Giám mục Đa Minh Nguyễn Chu Trinh được tấn phong giám mục năm 2004, thời Giáo hoàng Gioan Phaolô II, bởi:
- Giám mục chủ phong: Phaolô Maria Nguyễn Minh Nhật, nguyên giám mục chính tòa Giáo phận Xuân Lộc.
- Hai giám mục phụ phong: Giám mục Tôma Nguyễn Văn Trâm, giám mục phụ tá Giáo phận Xuân Lộc và Giám mục Giuse Hoàng Văn Tiệm, giám mục chính tòa Giáo phận Bùi Chu.

Giám mục Đa Minh Nguyễn Chu Trinh là Giám mục chủ phong cho các giám mục:
- Năm 2009, Giuse Nguyễn Năng, hiện đang là tổng giám mục Tổng giáo phận Thành phố Hồ Chí Minh.
- Năm 2009, Tôma Aquinô Vũ Đình Hiệu, hiện đang là giám mục chính tòa Giáo phận Bùi Chu.
- Năm 2013, Giuse Đinh Đức Đạo, hiện là nguyên giám mục chính tòa Giáo phận Xuân Lộc.